# Giovanni Vitalba
Giovanni Vitalba (1738 - 1792) est un graveur au burin et à l'eau-forte italien actif à Londres.

## Biographie
Giovanni Vitalba est né en 1738 à Venise ou Padoue.
Vitalba est l'élève du graveur allemand Joseph Wagner et étudie à la Royal Academy à partir de 1769.
En 1769, John Boydell entreprend l'ouvrage A Collection of Prints, Engraved after the Most Capital Paintings in England (« Une collection d'estampes, gravées d'après les plus importantes peintures d'Angleterre »), de grand format (657 mm) et en deux volumes. Giovanni Vitalba fait partie des dessinateurs et graveurs qui participent au projet.
Selon le Bénézit, Giovanni Vitalba meurt à Londres en 1764, mais toutes les notices d'autorité situe sa mort en 1792, date à laquelle plusieurs gravures de lui sont publiées.

Gravures de Giovanni Vitalba
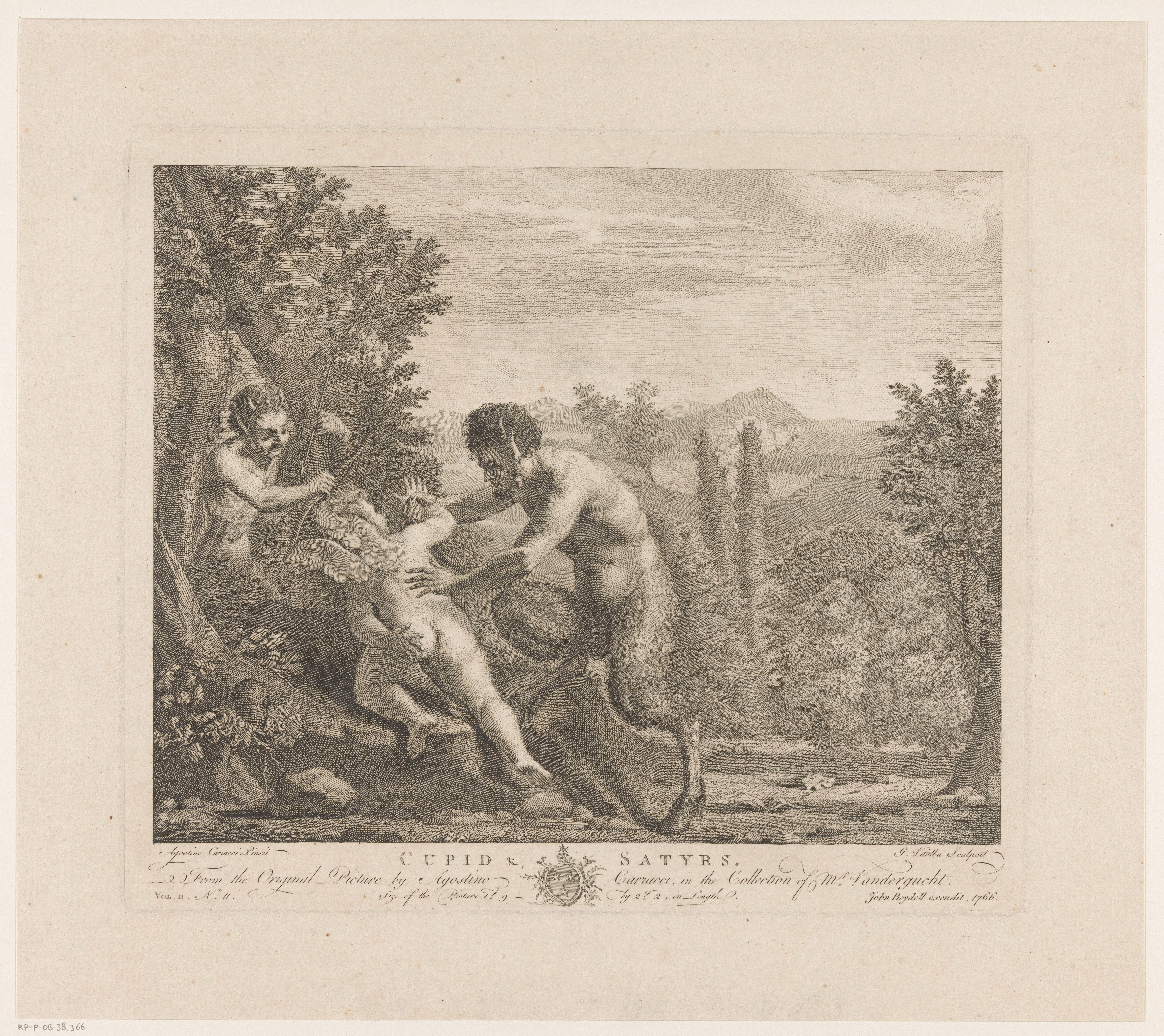
Amour et satyres (A Collection of Prints), Rijksmuseum Amsterdam.
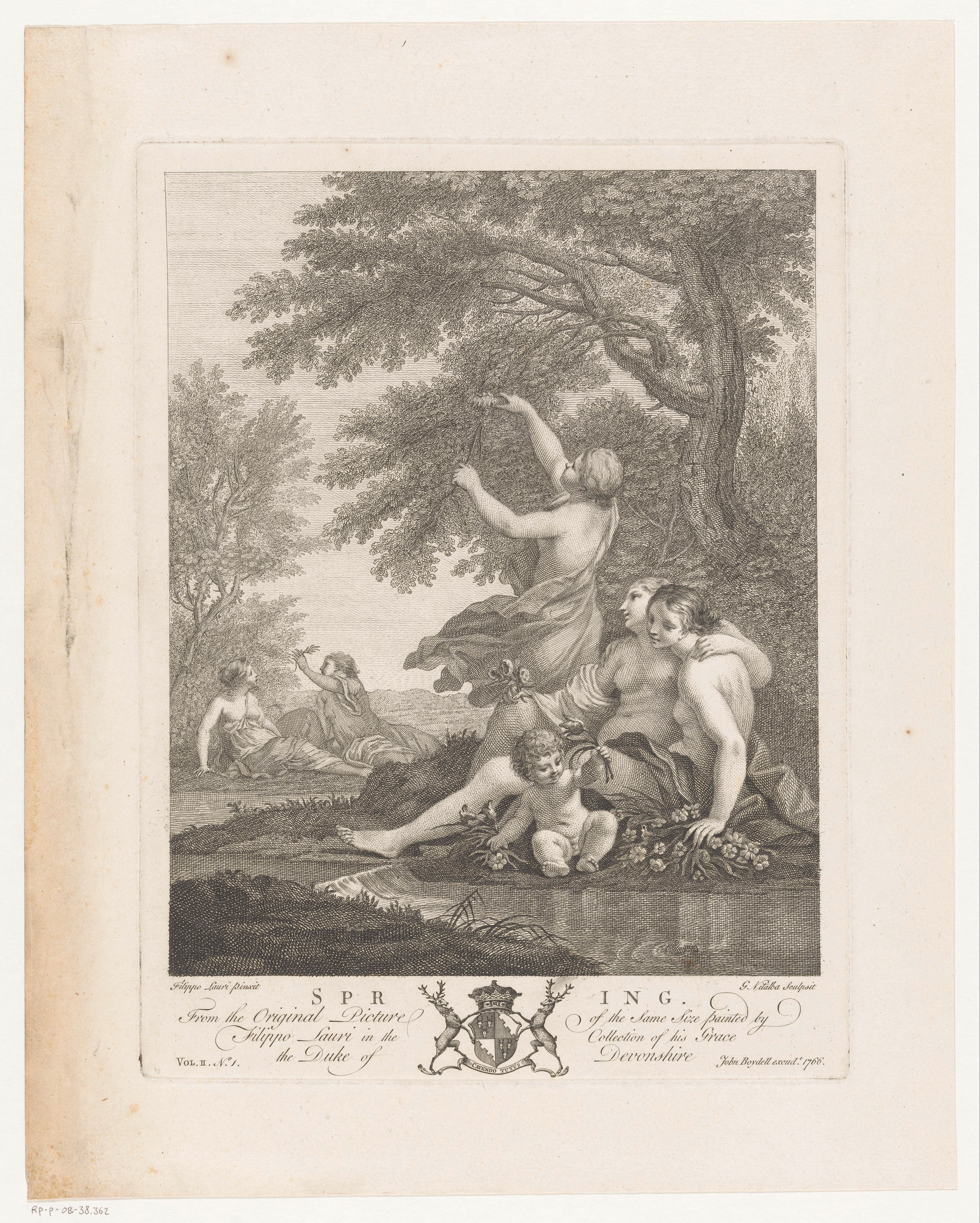
Printemps (A Collection of Prints), Rijksmuseum Amsterdam.
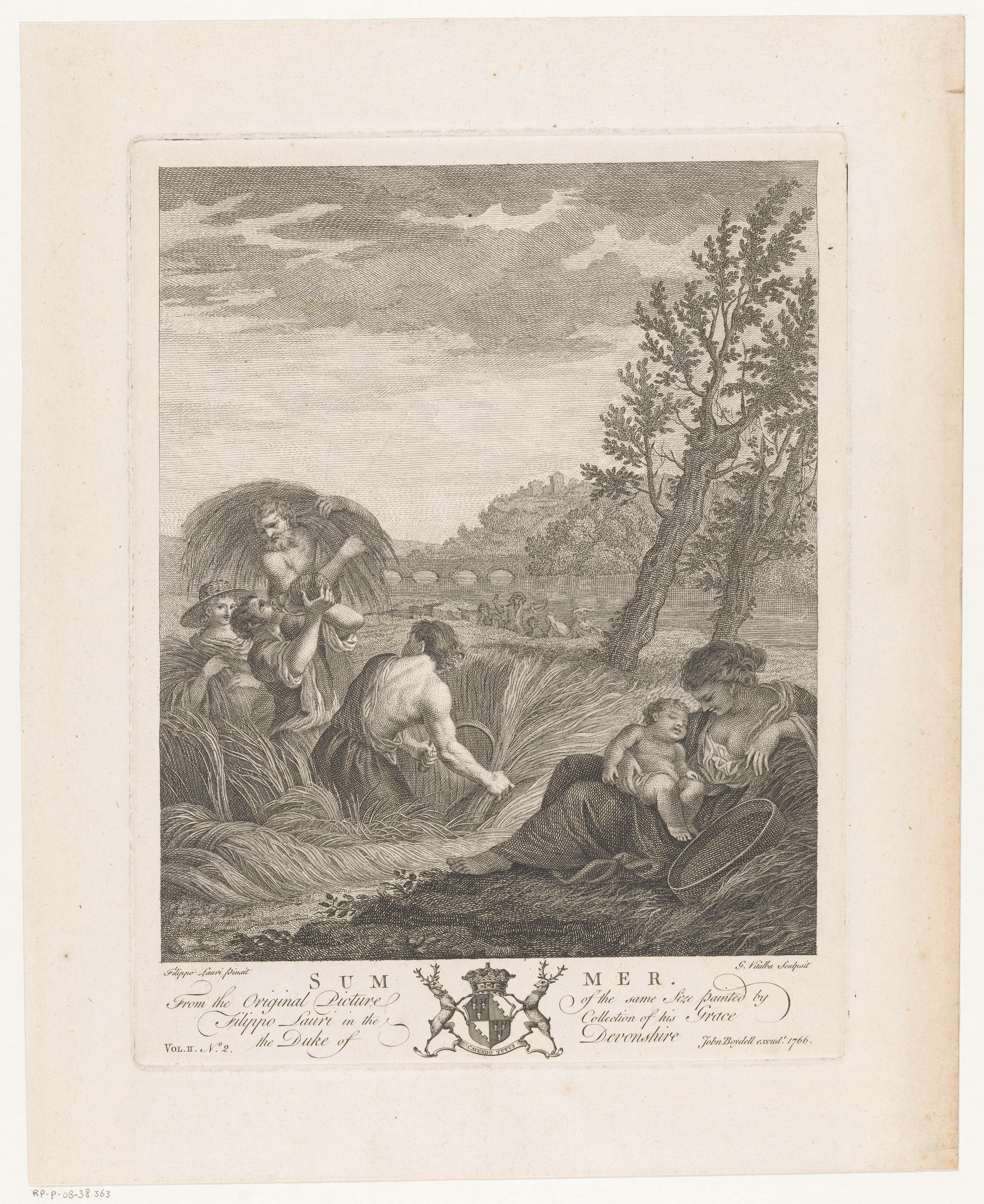
Été (A Collection of Prints), Rijksmuseum Amsterdam.
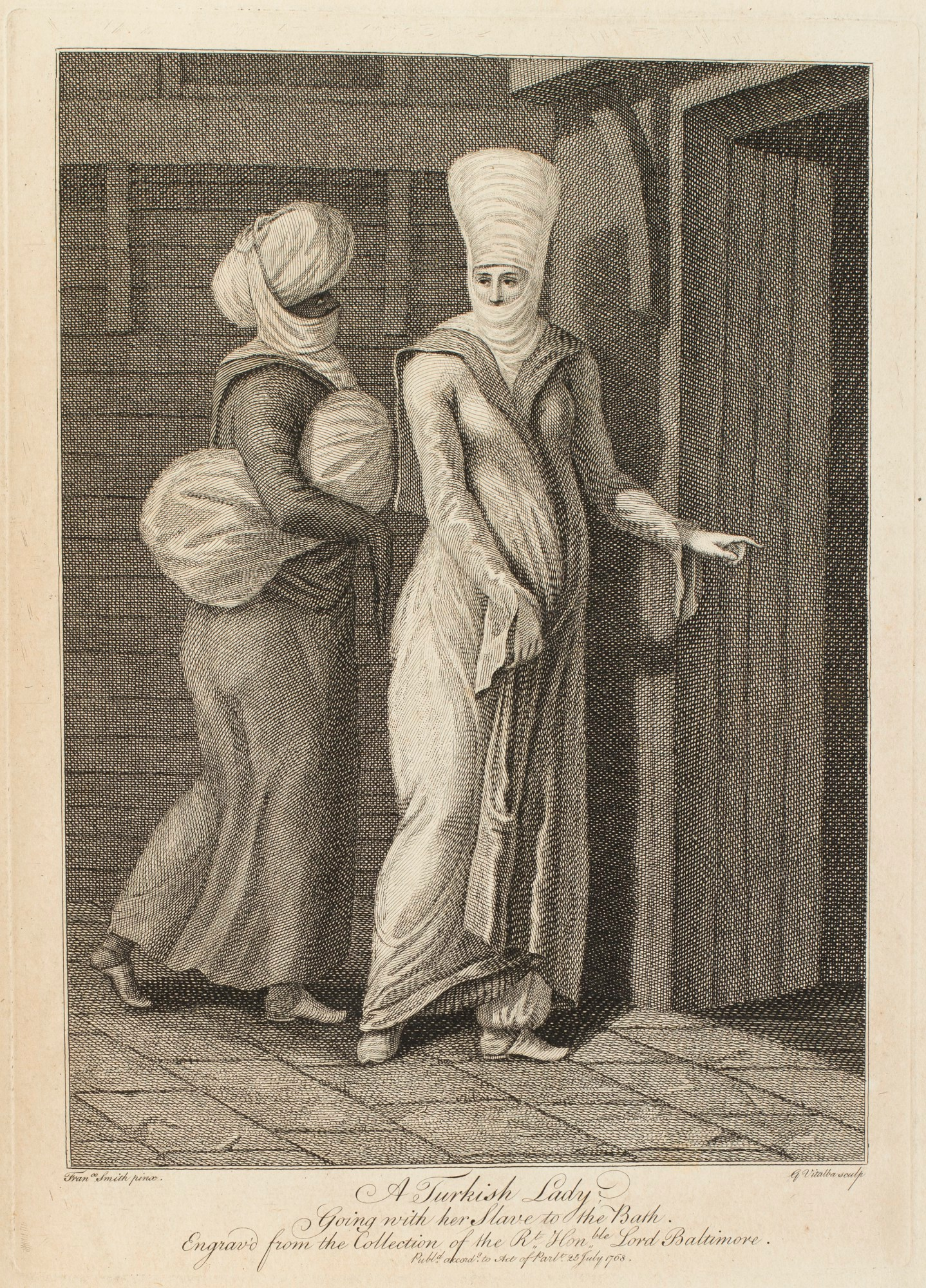
Turkish woman and her slave, d'après Francis Smith, dans le livre Turkish Dresses (Londres, 1769).
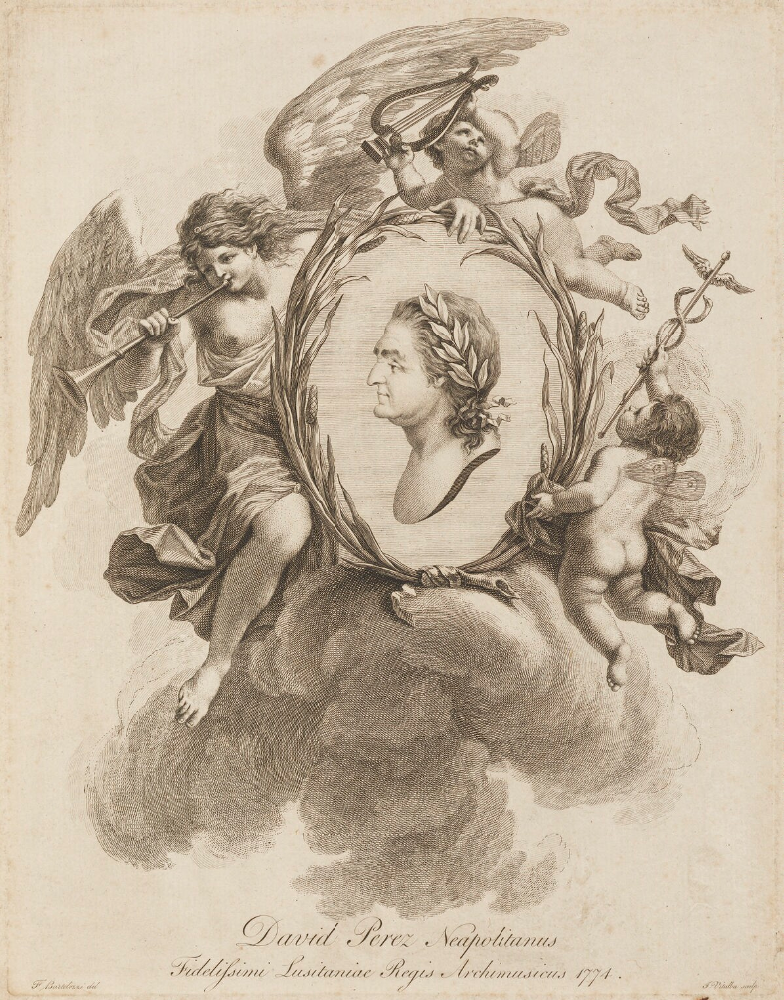
David Perez, d'après Francesco Bartolozzi (1774, National Portrait Gallery).

## Conservation
- Royal Academy[2]
- Metropolitan Museum of Art[5]
- Rijksmuseum Amsterdam[6]
- National Portrait Gallery[7]
- National Gallery of Art[8]
- Wellcome Collection[9]
- Musées d'art de Harvard[10]
- Minneapolis Institute of Art[11]
- Galerie nationale de Finlande[12]
- Royal Collection[13]